# 11959 Okunokeno
11959 Okunokeno este un asteroid din centura principală de asteroizi.

## Descriere
11959 Okunokeno este un asteroid din centura principală de asteroizi. A fost descoperit pe 13 aprilie 1994 la Kitami de Kin Endate și Kazuro Watanabe. Asteroidul prezintă o orbită caracterizată de o semiaxă mare de 2,65 ua, o excentricitate de 0,15 și o înclinație de 13,3° în raport cu ecliptica.